# دامناتيو ميمورياي

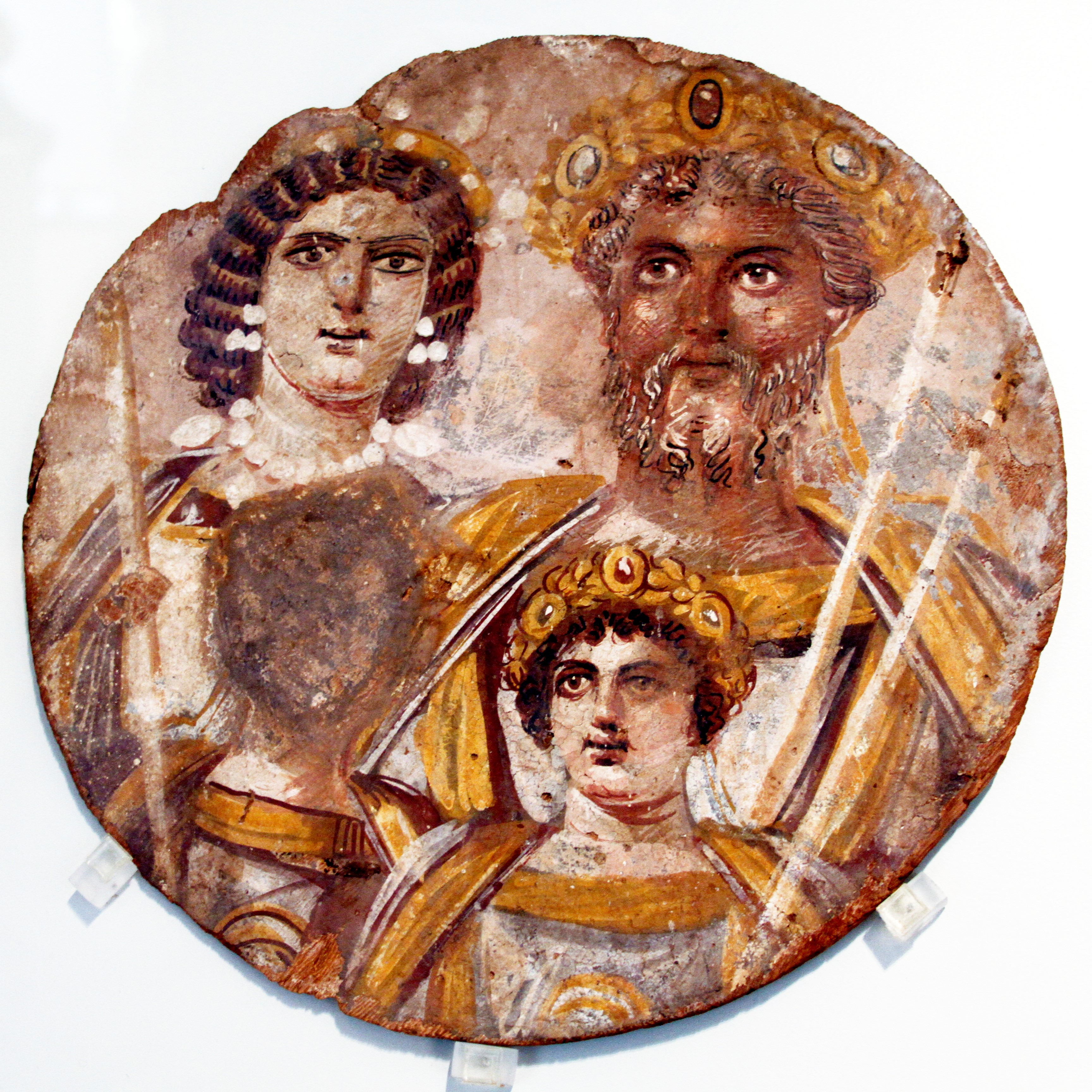
إحدى أمثلة ممارسات دامناتيو ميمورياي ، حيث يظهر في الصورة القيصر سيبتيموس سيفيروس وزوجته جوليا دومنا مع ابنيهما كاراكلا وغيتا (ممحي وجهه).

دامناتيو ميمورياي (باللاتينية: Damnatio Memoriae) هي عبارة لاتينية مستحدثة معناها «لعن الذاكرة» أي محو ذكر شخص من أي حسابات رسمية. كانت هذه الممارسة عقوبة رسمية تفرض من قبل مجلس الشيوخ الروماني على من يتم اعتبارهم خونة أو من شوهوا سمعة الدولة الرومانية عن طريق تدمير صورهم أو إزالة أسمائهم من النقوش والوثائق الرسمية بعد وفاتهم.

## المصطلح والتسمية
المصطلح حديث نسبياً حيث يستخدم هذا المصطلح في المنح الدراسية الحديثة لتغطية ودراسة مجموعة واسعة من العقوبات الرسمية وغير الرسمية التي بموجبها يتم تدمير المخلفات المادية للفرد المتوفى بدرجات مختلفة.

## الممارسات
يذكر أن أول من قام بممارسة دامناتيو ميمورياي هو شعب أفسس على هيروستراتوس الذي أحرق هيكل آرتميس حيث لم تكتفي سلطات أفسس بإعدامه بل ومنعت النطق بإسمه. اعتقد الرومان أن تلك العقوبة هي أسوأ من الموت، ففي المجتمع الروماني القديم كمثال كان ينظر إلى منزل المواطن الروماني على أنه امتداد للذات، مشيراً إلى مكانة الآلهة الحامية والوضع الاجتماعي والنَسَبي للرومان أمام العالم الخارجي. فكما كان ينظر إلى المنزل على أنه امتداد للذات البشرية، فقد كان معتقداً أن الذاكرة هي واحدة من أفضل الطرق لفهم الذات. وفي مجتمع لا يوجد فيه الكثير من الوثائق المكتوبة فقد كان تدريب الذاكرة أساساً كبيراً من أسس التعليم الروماني. وقد استخدم الخطباء والقادة والشعراء على حد سواء وسائل عدة لتدريب الذاكرة للمساعدة في إلقاء الخطب أو قص القصائد الملحمية الطويلة. استخدم الشعراء طريقة قصور الذاكرة للمساعدة في تذكر بعض الأفكار الرئيسية من خلال تعيين مواقع في منازلهم أو شعراء أخرون أو ما شابه لأفكار مختلفة وأيضاً المشي ذهابًا وإيابًا في منازلهم للتذكير بأفكارهم في كل خطوة. في كثير من الأحيان كان تدريب الذاكرة ينطوي على تخصيص أفكار لرسومات الجدران والفسيفساءات الأرضية والمنحوتات التي تزين العديد من المنازل الرومانية القديمة، ومنها اشتملت العقوبة بعد الإعدام على تغيير طبيعة الغرف وفي كثير من الأحيان تدمير أو العبث بالأعمال الفنية في المنازل بحيث لا يمكن التعرف على المنزل كمنزل المحكوم عليه وهذا بدوره يمحو وجود الجاني ذاته.